# José Berríos
José Orlando Berríos, född den 27 maj 1994 i Bayamón, är en puertoricansk professionell basebollspelare som spelar för Toronto Blue Jays i Major League Baseball (MLB). Berríos är högerhänt pitcher.

## Karriär

### Major League Baseball
Berríos draftades av Minnesota Twins 2012 som 32:a spelare totalt. Han debuterade i MLB för Twins den 27 april 2016. Han togs ut till MLB:s all star-match både 2018 och 2019.
I slutet av juli 2021 trejdade Twins Berríos till Toronto Blue Jays i utbyte mot två unga talanger.

### Internationellt
Berríos representerade Puerto Rico vid World Baseball Classic 2013 och 2017. Båda gångerna blev det en silvermedalj.